# ملقاط

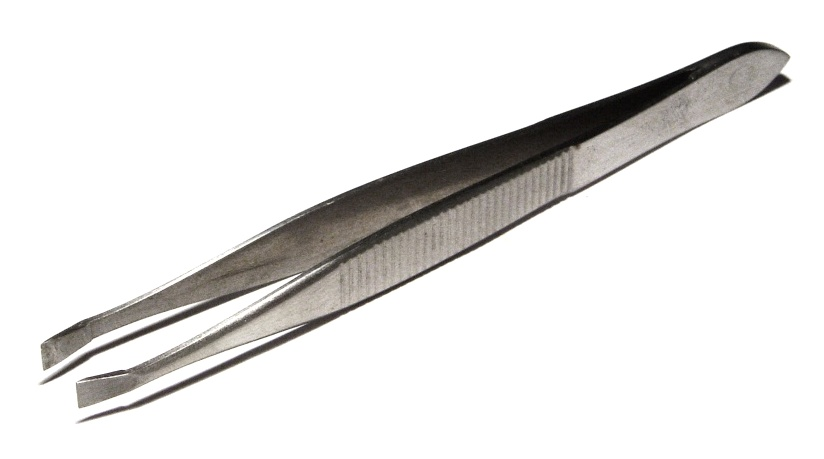

الملقاط (الجمع: مِلْقَطَات) أو المِنْتَاش أداة ذات ساقين تلتقط بها الأشياء الصغيرة.